# Línea 382 (Buenos Aires)
La Línea 382 es una línea de colectivos del Área Metropolitana de Buenos Aires. Une Ciudadela y Lomas del Mirador con Virrey del Pino y Pontevedra, en el Partido de Merlo.

## Unidades al servicio
El parque automotor de la empresa está compuesto por unidades Mercedes Benz, de los cuales están carrozados por Ugarte, Italbus y Metalpar.
Toda la flota cuenta con piso bajo y aire acondicionado.

## Recorridos
- R1: Lomas del Mirador - Pontevedra - General Paz por Ruta 3, Leonardo da Vinci.
- R2: Liniers - Ruta 3 Km. 47,700.